# 14a etapa del Tour de França de 2014
La 14a etapa del Tour de França de 2014 es disputà el dissabte 19 de juliol de 2014 sobre un recorregut de 177 km entre la localitat francesa de Grenoble i l'estació d'esquí de Risós.
L'etapa fou guanyada pel polònès Rafał Majka (Team Tinkoff-Saxo), únic supervivent de l'escapada del dia, al davant de l'italià Vincenzo Nibali (Astana Qazaqstan Team) i el francès Jean-Christophe Péraud (AG2R La Mondiale). Alejandro Valverde (Movistar Team) va perdre un minut respecte al líder, tot i que conservà la segona posició.

## Recorregut
Etapa més complicada de la present edició a la serralada dels Alps a través dels departaments de l'Isera i els Alts Alps. Tres són els ports a superar: l'inacabable coll de Lautaret, que es corona al quilòmetre 82 d'etapa després de 34 quilòmetres d'ascensió i catalogat de primera; el coll d'Izoard, Souvenir Henri Desgrange que corona a 2.360 metres i de categoria especial, al quilòmetre 132,5; i l'ascensió final a l'estació d'esquí de Risós, de primera categoria. L'únic esprint del dia es troba a La Paute, al quilòmetre 40 i poc abans de començar les dificultats muntanyoses del dia.

## Desenvolupament de l'etapa
Etapa que sortí a un fort ritme i que veié com al quilòmetre 16 es formà una nombrosa escapada formada per 17 ciclistes, entre els quals hi havia Rafał Majka (Team Tinkoff-Saxo), Joaquim Rodríguez (Team Katusha), Mikel Nieve, Geraint Thomas (Team Sky), Alessandro De Marchi i Peter Sagan (Cannondale). La màxima diferència fou de 5' 05" poc abans de coronar el coll de Lautaret. En el descens el NetApp-Endura augmentà el ritme i reduí les diferències fins a 2' 45" a manca de 50 quilòmetres per l'arribada. Durant l'ascensió a l'Izoard el grup d'escapats quedà reduït a 11 ciclistes, mentre el grup del líder també patia nombroses baixes. Els escapats iniciaren l'ascensió final a Risós amb poc més d'un minut sobre el gran grup. De Marchi fou el primer a moure's, però fou Rafal Majka el que llençà l'atac definitiu i guanyà l'etapa amb 24 segons sobre Nibali, que atacà a manca de 4 quilòmetres i deixà enrere a tothom excepte a Jean-Christophe Péraud (AG2R La Mondiale). Valverde finalment perdé un minut més sobre Nibali i 34" sobre Thibaut Pinot i Romain Bardet.

## Resultats

### Classificació de l'etapa
|    | Ciclista                     | Equip                   | Temps      |
| -- | ---------------------------- | ----------------------- | ---------- |
| 1  | Rafał Majka (POL)            | Team Tinkoff-Saxo       | 5h 08' 27" |
| 2  | Vincenzo Nibali (ITA)        | Astana Qazaqstan Team   | + 24"      |
| 3  | Jean-Christophe Péraud (FRA) | AG2R La Mondiale        | + 26"      |
| 4  | Thibaut Pinot (FRA)          | FDJ                     | + 50"      |
| 5  | Romain Bardet (FRA)          | AG2R La Mondiale        | + 50"      |
| 6  | Tejay van Garderen (USA)     | BMC Racing Team         | + 54"      |
| 7  | Fränk Schleck (LUX)          | Trek Factory Racing     | + 1' 01"   |
| 8  | Laurens Ten Dam (NED)        | Belkin Pro Cycling Team | + 1' 07"   |
| 9  | Leopold König (CZE)          | NetApp-Endura           | + 1' 20"   |
| 10 | Alejandro Valverde (ESP)     | Movistar Team           | + 1' 24"   |

### Punts atribuïts
| 1r  | Peter Sagan (SVK)          | Cannondale              | 20 pts |
| 2n  | Alessandro De Marchi (ITA) | Cannondale              | 17 pts |
| 3r  | Geraint Thomas (GBR)       | Team Sky                | 15 pts |
| 4t  | Steven Kruijswijk (NED)    | Belkin Pro Cycling Team | 13 pts |
| 5è  | Simon Yates (GBR)          | Orica-GreenEDGE         | 11 pts |
| 6è  | Amaël Moinard (FRA)        | BMC Racing Team         | 10 pts |
| 7è  | Jesús Herrada (ESP)        | Movistar Team           | 9 pts  |
| 8è  | Nicolas Edet (FRA)         | Cofidis                 | 8 pts  |
| 9è  | Albert Timmer (NED)        | Giant-Shimano           | 7 pts  |
| 10è | Christophe Riblon (FRA)    | AG2R La Mondiale        | 6 pts  |
| 11è | Cyril Gautier (FRA)        | Team Europcar           | 5 pts  |
| 12è | Rafał Majka (POL)          | Team Tinkoff-Saxo       | 4 pts  |
| 13è | Nicolas Roche (IRL)        | Team Tinkoff-Saxo       | 3 pts  |
| 14è | José Serpa (COL)           | Lampre-Merida           | 2 pts  |
| 15è | Rein Taaramäe (EST)        | Cofidis                 | 1 pt   |

| 1r  | Rafał Majka (POL)            | Team Tinkoff-Saxo       | 20 pts |
| 2n  | Vincenzo Nibali (ITA)        | Astana Qazaqstan Team   | 17 pts |
| 3r  | Jean-Christophe Péraud (FRA) | AG2R La Mondiale        | 15 pts |
| 4t  | Thibaut Pinot (FRA)          | FDJ                     | 13 pts |
| 5è  | Romain Bardet (FRA)          | AG2R La Mondiale        | 11 pts |
| 6è  | Tejay van Garderen (USA)     | BMC Racing Team         | 10 pts |
| 7è  | Fränk Schleck (LUX)          | Trek Factory Racing     | 9 pts  |
| 8è  | Laurens ten Dam (NED)        | Belkin Pro Cycling Team | 8 pts  |
| 9è  | Leopold König (CZE)          | NetApp-Endura           | 7 pts  |
| 10è | Alejandro Valverde (ESP)     | Movistar Team           | 6 pts  |
| 11è | Haimar Zubeldia (ESP)        | Trek Factory Racing     | 5 pts  |
| 12è | Pierre Rolland (FRA)         | Team Europcar           | 4 pts  |
| 13è | Ion Izagirre (ESP)           | Movistar Team           | 3 pts  |
| 14è | Michael Rogers (AUS)         | Team Tinkoff-Saxo       | 2 pts  |
| 15è | John Gadret (FRA)            | Movistar Team           | 1 pt   |

### Colls i cotes
| 1r | Joaquim Rodríguez (CAT)    | Team Katusha      | 10 pts |
| 2n | Rafał Majka (POL)          | Team Tinkoff-Saxo | 8 pts  |
| 3r | Nicolas Roche (IRL)        | Team Tinkoff-Saxo | 6 pts  |
| 4t | José Serpa (COL)           | Lampre-Merida     | 4 pts  |
| 5è | Alessandro De Marchi (ITA) | Cannondale        | 2 pts  |
| 6è | Christophe Riblon (FRA)    | AG2R La Mondiale  | 1 pt   |

| 1r  | Joaquim Rodríguez (CAT)    | Team Katusha            | 25 pts |
| 2n  | Rafał Majka (POL)          | Team Tinkoff-Saxo       | 20 pts |
| 3r  | Mikel Nieve (ESP)          | Team Sky                | 16 pts |
| 4t  | Jesús Herrada (ESP)        | Movistar Team           | 14 pts |
| 5è  | Simon Yates (GBR)          | Orica-GreenEDGE         | 12 pts |
| 6è  | Geraint Thomas (GBR)       | Team Sky                | 10 pts |
| 7è  | Alessandro De Marchi (ITA) | Cannondale              | 8 pts  |
| 8è  | José Serpa (COL)           | Lampre-Merida           | 6 pts  |
| 9è  | Steven Kruijswijk (NED)    | Belkin Pro Cycling Team | 4 pts  |
| 10è | Amaël Moinard (FRA)        | BMC Racing Team         | 2 pts  |

- 3. Risós. 1.855m. 1a categoria (km 177) (12,6 km al 6,9%)

| 1r | Rafał Majka (POL)            | Team Tinkoff-Saxo     | 20 pts |
| 2n | Vincenzo Nibali (ITA)        | Astana Qazaqstan Team | 16 pts |
| 3r | Jean-Christophe Péraud (FRA) | AG2R La Mondiale      | 12 pts |
| 4t | Thibaut Pinot (FRA)          | FDJ                   | 8 pts  |
| 5è | Romain Bardet (FRA)          | AG2R La Mondiale      | 4 pts  |
| 6è | Tejay van Garderen (USA)     | BMC Racing Team       | 2 pts  |

## Classificacions a la fi de l'etapa

### Classificació general
|    | Ciclista                     | Equip                   | Temps       |
| -- | ---------------------------- | ----------------------- | ----------- |
| 1  | Vincenzo Nibali (ITA)        | Astana Qazaqstan Team   | 61h 52' 54" |
| 2  | Alejandro Valverde (ESP)     | Movistar Team           | + 4' 37"    |
| 3  | Romain Bardet (FRA)          | AG2R La Mondiale        | + 4' 50"    |
| 4  | Thibaut Pinot (FRA)          | FDJ                     | + 5' 06"    |
| 5  | Tejay van Garderen (USA)     | BMC Racing Team         | + 5' 49"    |
| 6  | Jean-Christophe Péraud (FRA) | AG2R La Mondiale        | + 6' 08"    |
| 7  | Bauke Mollema (NED)          | Belkin Pro Cycling Team | + 8' 33"    |
| 8  | Leopold König (CZE)          | NetApp-Endura           | + 9' 32"    |
| 9  | Laurens Ten Dam (NED)        | Belkin Pro Cycling Team | + 10' 01"   |
| 10 | Pierre Rolland (FRA)         | Team Europcar           | + 10' 48"   |

### Classificació per punts
|    | Ciclista                 | Equip         | Punts   |
| -- | ------------------------ | ------------- | ------- |
| 1r | Peter Sagan (SVK)        | Cannondale    | 361 pts |
| 2n | Bryan Coquard (FRA)      | Team Europcar | 191 pts |
| 3r | Alexander Kristoff (NOR) | Team Katusha  | 172 pts |

### Classificació de la muntanya
|    | Ciclista                | Equip                 | Punts  |
| -- | ----------------------- | --------------------- | ------ |
| 1r | Joaquim Rodríguez (CAT) | Team Katusha          | 88 pts |
| 2n | Rafał Majka (POL)       | Team Tinkoff-Saxo     | 88 pts |
| 3r | Vincenzo Nibali (ITA)   | Astana Qazaqstan Team | 87 pts |

### Classificació del millor jove
|    | Ciclista                 | Equip                   | Temps       |
| -- | ------------------------ | ----------------------- | ----------- |
| 1r | Romain Bardet (FRA)      | AG2R La Mondiale        | 61h 57' 44" |
| 2n | Thibaut Pinot (FRA)      | FDJ                     | + 16"       |
| 3r | Michał Kwiatkowski (POL) | Omega Pharma-Quick Step | + 14' 34"   |

### Classificació per equips
|    | Equip                   | Temps        |
| -- | ----------------------- | ------------ |
| 1r | AG2R La Mondiale        | 185h 56' 38" |
| 2n | Belkin Pro Cycling Team | + 12' 42"    |
| 3r | Team Sky                | + 38' 16"    |

## Abandonaments
- Rafael Valls (ESP) (Lampre-Merida). Abandona.
- Dries Devenyns (BEL) (Giant-Shimano). Abandona.